# 施瓦布鲁克
施瓦布鲁克是德国巴伐利亚州的一个市镇。总面积7.34平方公里，总人口935人，其中男性461人，女性474人（2011年12月31日），人口密度127人/平方公里。